# Kopais
Kopais var en insjö i Boiotien, Grekland, benämnd efter staden Kopai vid dess norra strand.
Sjön var berömd för sina underjordiska avlopp, katavothrerna, och de översvämningar som dessas tillstoppande förde med sig. Alexander den store planerade att torrlägga den med Krates från Chalkis hjälp, vilket de beotiska städerna motsatte sig. 1883 torrlades dock sjön med hjälp av franska ingenjörer.
Runt Kopais stränder finns rester av förhistoriska boplater, och i dess mitt ön Gla-Arne med starka förhistoriska befästningar.